# Araneus goniaeoides
Araneus goniaeoides este o specie de păianjeni din genul Araneus, familia Araneidae. A fost descrisă pentru prima dată de Strand, 1915. Conform Catalogue of Life specia Araneus goniaeoides nu are subspecii cunoscute.